# The Atlantic
Pour les articles homonymes, voir Atlantic.
The Atlantic, anciennement The Atlantic Monthly, est un magazine mensuel culturel américain fondé en novembre 1857 à Boston, dans le Massachusetts. Sa ligne éditoriale est plutôt ancrée à gauche.
The Atlantic commence comme un magazine littéraire et de commentaire culturel, et compte parmi ses fondateurs des grands noms comme Harriet Beecher Stowe, Rebecca Harding Davis, Ralph Waldo Emerson, Henry Wadsworth Longfellow, James Thomas Fields, Oliver Wendell Holmes, John Greenleaf Whittier et James Russell Lowell (premier directeur de la rédaction). Au fil du temps le titre se construit une réputation à l'échelle nationale, tenue depuis plus de 150 ans. Il est connu pour avoir reconnu et publié de nouveaux auteurs et poètes, et encouragé des carrières importantes et des écrits sur des sujets de politique publique comme l'abolition de l'esclavage ou l'éducation. Après une série de difficultés financières et plusieurs changements de propriétaires, The Atlantic change de ligne éditoriale pour couvrir plus généralement les affaires étrangères, la politique, l'économie et les tendances culturelles. Il vise en priorité les « leaders d'opinion ».
La revue fait partie depuis 1991 du groupe Grove Atlantic (en) comprenant Grove Press, et, jusqu'en 2019, Mysterious Press (en).
En 2010, The Atlantic annonce ses premiers bénéfices depuis une décennie.
Depuis 2016, Jeffrey Goldberg est le quinzième rédacteur en chef du titre : en 2025, il dévoile la fuite d'un groupe de discussion du gouvernement des États-Unis.

## Histoire

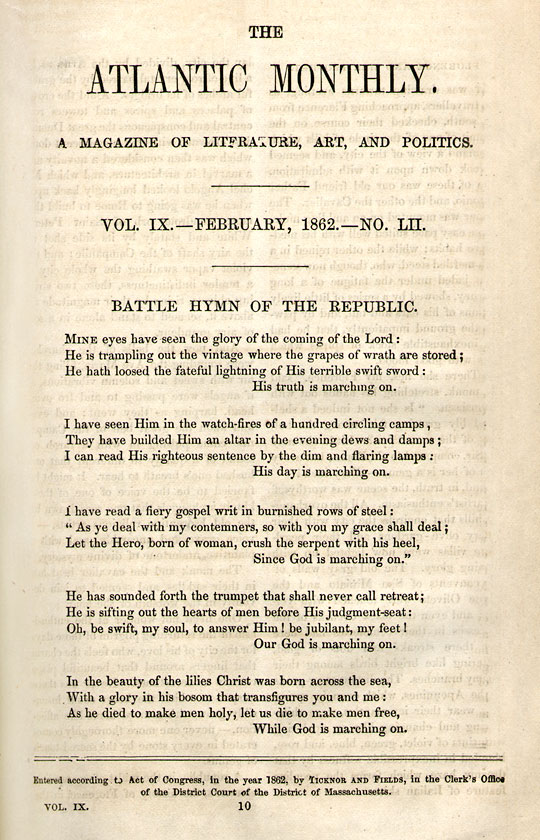
L'édition originale de The Battle Hymn of the Republic publié en février 1862 dans The Atlantic Monthly.

Comme son titre original le suggère, le magazine a été mensuel pendant 144 ans, jusqu'en 2001, date à laquelle il publiait encore onze numéros par an ; en 2003, ce chiffre passe à dix. Le numéro de janvier / février 2004 marque l'abandon de la mention « mensuel » sur la couverture, et le nom sera changé officiellement en 2007.
Le magazine publie des articles dans le domaine des sciences, des affaires étrangères, de l'économie, de la technologie, des arts, ainsi que des critiques de livres et des analyses de tendances culturelles. Cette dernière rubrique est dirigée par Benjamin Schwarz (writer) (en), qui s'est entouré de nombreux rédacteurs (notamment Christopher Hitchens, Caitlin Flanagan (en), Sandra Tsing Loh (en), Clive James, Joseph O'Neill, Brian Reynolds Myers (en), Mona Simpson, Terry Castle (en) et Natasha Vargas-Cooper (en), Vann R. Newkirk II (en), Derek Thompson (journalist) (en), David Frum, George Packer, Ed Yong . Parmi les autres contributeurs réguliers on peut notamment citer Jonathan Rauch (en), McKay Coppins (en), Adrienne LaFrance (en), James Fallows (en), Jeffrey Goldberg (en), et Ta-Nehisi Coates.
En avril 2005, The Atlantic cesse de publier des fictions dans chacun de ses numéros. Il les rassemble dans un seul numéro annuel disponible uniquement en kiosque édité par C. Michael Curtis, contributeur régulier du titre. Depuis les fictions ont fait leur retour au sein même des numéros.
Le 22 janvier 2008, l’accès au site TheAtlantic.com cesse d’être payant. Tous les internautes peuvent naviguer librement sur le site (y compris dans les archives). En 2009, le site s'étend avec la création de TheAtlanticWire.com, un agrégateur d'actualités et d'opinions. La même année une chaîne consacrée à la cuisine est lancée, sous la houlette, notamment, de Grant Achatz (en), Tim et Nina Zagat et Ezekiel Emmanuel. En 2011 est créé TheAtlanticCities, un site consacré à l'actualité des grandes villes. Une chaîne consacrée à la santé est également lancée.
Cette nouvelle stratégie porte ses fruits : en décembre 2011, on compte plus de onze millions de visites uniques par mois sur l’ensemble des sites, soit une hausse de 2 500 % par rapport à 2008.

## Orientation politique
Tout au long de son histoire, The Atlantic a hésité à soutenir des candidats politiques aux élections. En 1860, trois ans après sa fondation, James Russell Lowell, alors rédacteur en chef, approuve le républicain Abraham Lincoln pour sa première candidature à la présidence et approuve également l'abolition de l'esclavage.
En 1964, Edward Weeks a écrit au nom du comité de rédaction en approuvant le président démocrate Lyndon B. Johnson et en critiquant la candidature du républicain Barry Goldwater.
En 2016, le comité de rédaction approuve la candidate démocrate à la présidentielle Hillary Clinton, pour la troisième fois depuis la fondation du magazine, pour blâmer la candidature du républicain Donald Trump. Depuis l'élection de 2016, le magazine est devenu un fervent critique du président Trump. L'article de couverture de mars 2019 du rédacteur en chef Yoni Appelbaum appelait formellement à la destitution de Donald Trump : « Il est temps pour le Congrès de juger de l'aptitude du président à servir,,. » En septembre 2020, il publie un article, citant plusieurs sources anonymes, rapportant que Trump qualifiait les soldats américains morts de « perdants ». Trump l'a qualifié de « fausse histoire » fake story et a suggéré que le magazine serait bientôt en faillite.
En mars 2025, le magazine est involontairement impliqué dans la fuite d'un groupe de discussion du gouvernement des États-Unis dont l'ampleur lui vaut le surnom de Signalgate, tiré du réseau de discussion mis en cause. 

## Contributions notables
Parmi les articles historiquement importants publiés dans The Atlantic, on peut citer :
- « Battle Hymn of the Republic », de Julia Ward Howe le 1er février 1862 ;
- « The Freedman's Story », de William Parker en février et mars 1866 ;
- « The New Education », de Charles W. Eliot (en) ;
- Des travaux de Charles W. Chesnutt qui seront plus tard réutilisés dans The Conjure Woman (en) ;
- Des travaux de Mark Twain ;
- « Lettre de la prison de Birmingham », de Martin Luther King en août 1963 ;
- « As We May Think », de Vannevar Bush en juillet 1945.

Parmi les contributeurs célèbres du magazine, on peut citer :
- James Thomas Fields, 1817-1881,
- Alice Cary, 1820-1871,
- Anne Whitney, 1821-1915
- Thomas Wentworth Higginson, 1823-1911,
- Rose Terry Cooke, 1827-1892,
- Helen Hunt Jackson, 1830-1885,
- Rebecca Harding Davis, 1831-1910,
- Louisa May Alcott, 1832-1888,
- Mary Abigail Dodge, 1833-1896
- Louise Chandler Moulton 1835-1908,
- Harriet Elizabeth Prescott Spofford, 1835-1921,
- Sarah Morgan Bryan Piatt, 1836-1919
- William Dean Howells, 1837-1920
- Elizabeth Stuart Phelps Ward, 1844-1911,
- Sarah Orne Jewett, 1849-1909,
- Kate Chopin, 1850-1904,
- James Russell Lowell, 1857-1861,
- Jane Addams (1860-1935),
- Harriet Monroe (1860-1936),
- Vida Dutton Scudder, 1861-1954,
- Josephine Preston Peabody, 1874-1922,
- Jeannette Marks, 1875-1964,
- Thomas Bailey Aldrich, 1836-1907,
- Horace Scudder (en), 1890-1898,
- Walter Hines Page, 1898-1899,
- Bliss Perry (en), 1899-1909,
- Ellery Sedgwick (en) 1909-1938,
- Edward A. Weeks (en), 1938-1966,
- Robert Manning (journalist) (en), 1966-1980,
- William Whitworth (journalist) (en), 1980-1999,
- Louise Erdrich, 1982-1984
- Michael Kelly, 1999-2003,
- Cullen Murphy (en), 2003-2006,
- James Bennet, 2006-2016,
- Jeffrey Goldberg (en), depuis 2016

En 2017, le site accueille notamment les contributions de James Fallows (en), Ta-Nehisi Coates, Jeffrey Goldberg, David Frum, Ed Yong, Julia Ioffe (en), James Hamblin (en), Robert D. Kaplan et Megan Garber.
Le 5 septembre 2020 ; Atlantic Media annonce que the Emerson Collective, une organisation dirigée par Laurene Powell Jobs détient désormais la majorité des actions de The Atlantic.

## Anecdotes
Selon le film documentaire Mark Twain de Ken Burns, la découverte de Mark Twain par The Atlantic marqua un tournant majeur dans la carrière de l'écrivain.